# Flor Ruiz
Flor Ruiz, född 29 januari 1991, är en colombiansk friidrottare som tävlar i spjutkastning.

## Karriär
Vid världsmästerskapen i friidrott 2023 tog hon silver i spjutkastning. Samma år tog hon guld i spjutkastning vid de panamerkanska spelen. Hon är trefaldig sydamerikansk mästare.